# Milhavet
Milhavet település Franciaországban, Tarn megyében. Lakosainak száma 99 fő (2022. január 1.). Milhavet Livers-Cazelles, Villeneuve-sur-Vère és Virac községekkel határos.

## Népesség
A település népességének változása:
| Lakosok száma | 87   | 88   | 90   | 86   | 89   | 91   | 94   | 97   | 99   |
|               | 2013 | 2015 | 2016 | 2017 | 2018 | 2019 | 2020 | 2021 | 2022 |